# バンガルール・ラージダーニー急行
バンガルール・ラージダーニー急行は、インドの首都デリーのニューデリー駅から、カルナータカ州の州都バンガルールまでを結ぶ、インド国有鉄道の特急列車である。

## 運行データ
- 路線距離：2424km
- 軌間：1676mm (広軌)
- 停車駅数：9駅（起終点駅含む）
- 列車番号（上り/下り）：2429 / 2430
- 上り運行日：月曜日、水曜日、木曜日、日曜日
- 下り運行日：月曜日、火曜日、金曜日、土曜日

## 運行表
| 駅名                                                                         | 路線距離 | 2429 （上り） | 2430 （下り） | 所在地                     | 所在地 |
| ---------------------------------------------------------------------------- | -------- | ------------- | ------------- | -------------------------- | ------ |
| ハズラト・ニザームッディーン駅 (حضرت نظام الدین, हज़रत निज़ामुद्दीन, H. Nizamuddin) | --       | ↑05:05 着     | ↓20:50 発     | デリー首都圏               |        |
| ジャーンスィー駅 (झाँसी, Jhansi)                                                | 404km    | 00:20 00:30   | 01:05 01:15   | ウッタル・プラデーシュ州   |        |
| ボーパール駅 (भोपाल, Bhopal)                                                   | 698km    | 20:45 20:50   | 04:45 04:50   | マディヤ・プラデーシュ州   |        |
| ナーグプル駅 (नागपुर, Nagpur)                                                  | 1085km   | 15:00 15:10   | 10:17 10:27   | マハーラーシュトラ州       |        |
| セカンダラバード駅 (سکندر آباد, सिकंदराबाद, Secunderabad)                        | 1653km   | 06:30 06:45   | 18:55 19:10   | アーンドラ・プラデーシュ州 |        |
| ラーヤチュール駅 (ರಾಯಚೂರು, Raichur)                                             | 1996km   | 01:10         | 23:35         | カルナータカ州             |        |
| アナンタプラム駅 (అనంతపురం, Anantapur)                                          | 2175km   | 22:15         | 03:00         | アーンドラ・プラデーシュ州 |        |
| ダルマヴァラム駅 (ధర్మవరం, Dharmavaram)                                        | 2189km   | 21:35 21:40   | 03:55 04:00   | アーンドラ・プラデーシュ州 |        |
| ベンガルール駅 (ಬೆಂಗಳೂರು, Bengaḷūru)                                             | 2424km   | ↑18:35 発     | ↓06:55 着     | カルナータカ州             |        |